# Xavier Pujadas Martí
Xavier Pujadas Martí (Barcelona, 10 de març de 1964) és un historiador, especialitzat en història de l'esport.
Doctor en Història Contemporània per la Universitat de Barcelona, ha desenvolupat quasi tota la seva trajectòria a la Facultat de Ciències de l'Activitat Física i l'Esport Blanquerna (Universitat Ramon Llull) des de 1997, on imparteix docència sobre història de l'esport.
Al principi dels anys 90 va iniciar amb l’historiador Carles Santacana una línia de recerca sobre història de l'esport. Entre els dos van publicaren diverses obres sobre historia de l'esport català com L’altra Olimpíada, Barcelona ’36 (1990), la Història Il·lustrada de l’Esport a Catalunya (1994 i 1995) o L'esport és notícia. Història de la premsa esportiva a Catalunya (1880-1975) (1997).
A part, el 2002 va crear el Grup de Recerca i Innovació sobre Esport i Societat i és director de l’Institut de Recerca en Esport, Salut i Societat de Barcelona, ambdós vinculats a la Universitat Ramon Llull. També va presidir la Asociación Española de Investigación Social Aplicada al Deporte (2004-08) i ha estat membre del European Committee for Sports History.

## Obres
- Tortosa, 1936-1939 : mentalitats, revolució i guerra civil. Tortosa: Publicacions de l'Institut d'Estudis Dertosencs, 1988. ISBN 84-86302-14-5 (català)
- L'altra olimpíada : Barcelona'36 : esport, societat i política a Catalunya. (1900-1936) (amb Carles Santacana). Badalona: Llibres de l'Index, 1990. ISBN 84-87561-00-4 (català)
- Història il·lustrada de l'esport a Catalunya. (amb Carles Santacana). Barcelona: Diputació de Barcelona, 1995. ISBN 84-7794-286-2 (català)
- Marcel·lí Domingo i el marcel·linisme. Barcelona: Abadia de Montserrat, 1996. ISBN 84-7826-718-2 (català)
- L’Esport és notícia : història de la premsa esportiva a Catalunya : (1880-1992). (amb Carles Santacana). Diputació de Barcelona, 1997. ISBN 978-84-92028-96-2 (català)
- Els Orígens de la natació esportiva a Catalunya. Generalitat de Catalunya, Consell Català de l'Esport, 2005. ISBN 84-393-6624-8 (català)
- Joan Gamper : 1877-1930 : l'home, el club, el país. (amb Sixte Abadia) (2006) (català)
- El Camp Nou : 50 anys de batec blaugrana. (amb Carles Santacana i Manel Parés). Barcelona: Col·legi d’Arquitectes de Catalunya, 2007. ISBN 978-84-96842-04-5
- La metamorfosis del deporte. Investigaciones sociales y culturales del fenómeno deportivo contemporáneo. Barcelona: UOC, 2010. ISBN 84-9788-904-5 (castellà)
- Xavier Pujadas (Edit.), Atletas y ciudadanos. Historia social del deporte en España 1870-2010. Madrid: Alianza, 2011. ISBN 978-84-206-6463-7 (castellà)
- Història de l'atletisme a Catalunya. (amb Carles Santacana). Federació Catalana d’Atletisme, 2012. ISBN 978-84-615-8281-5 (català)

A més, ha publicat articles en revistes internacionals i ha coordinat diverses publicacions sobre història de l'esport. També ha col·laborat en obres col·lectives, ha estat prologuista de diverses monografies, totes sobre Història social i de l'esport i ha comissariat exposicions sobre el tema.